# Boeing F/A-18E/F Super Hornet
Boeing F/A-18E/F Super Hornet je středoplošný stíhací bombardér konvenční konstrukce s rozsáhlým využitím hliníkových slitin (31%), uhlíkových kompozitů (19%) a titanových slitin (21%), vzniklý vývojem ze stroje McDonnell Douglas F/A-18 Hornet. Konstrukce využívá velkých dílů. Díky tomu se drak „Super Hornetu“ skládá jen z 8 100 součástí (oproti 14 100 u verze C/D). Letoun je uzpůsoben k provozu na letadlových lodích s charakteristikami CATOBAR.

## Vývoj

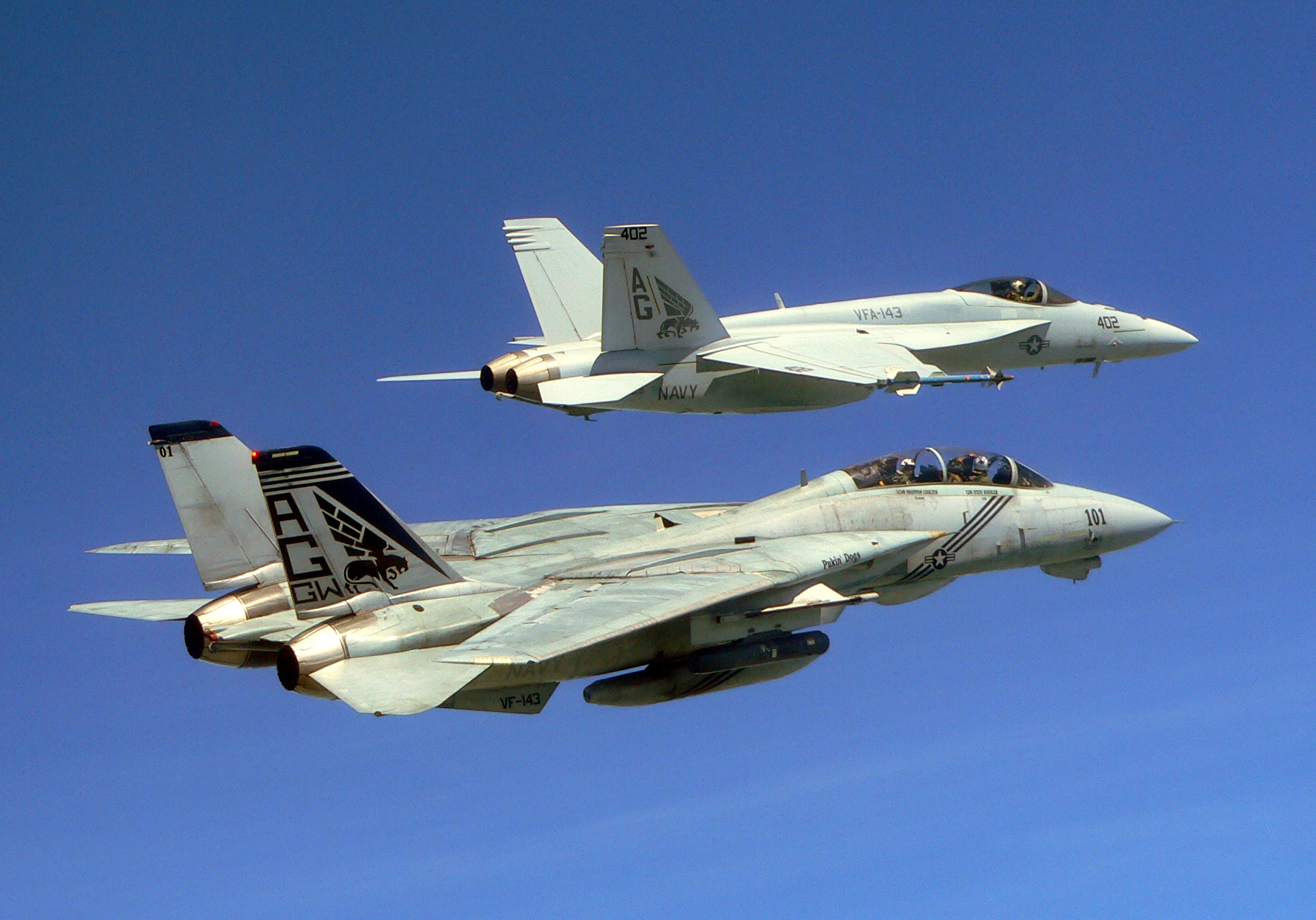
VFA-143 "Pukin Dogs" F-14B a F/A-18E v roce 2005

Když byl kongresem zrušen vývoj stealth bitevníku A-12 Avenger II, omezena výroba Grumman F-14 Tomcat a zrušena modernizace typu Grumman A-6 Intruder na verzi F/G pro US Navy, nabídl McDonnell Douglas letoun F/A-18 Hornet schopný nahradit typy F-14, A-12 i A-6. Přestože Hornety úspěšně nahradily stroje jako A-7 Corsair II, F-4 Phantom II a A-6 Intruder, nedokázaly v určitých ohledech dosáhnout kvalit F-14 Tomcat. Nejvíce byly kritizovány pro jejich krátký dolet, ale i pro nízkou schopnost unést dostatečné množství výzbroje. Proto začal McDonnell Douglas vyvíjet vylepšený letoun na základě draku F/A-18 Hornet a odzkoušených systémech, který měl mít částečně vlastnosti stealth a dobrý modernizační potenciál. Nabídka byla námořnictvem přijata a 12. května 1992 byl vyhlášen záměr nakoupit 100 kusů Super Hornetů.
První prototyp F/A-18E1 poprvé vzlétl 29. listopadu 1995 z letiště St. Louis Lambert International Airport pilotovaný Fredem Madenwaldem a v témže roce byla spuštěna i výroba počáteční várky letadel, druhý prototyp F/A-18E2 jej následoval 26. prosince 1995. První dvoumístný prototyp F/A-18F1 byl zalétán 1. dubna 1996.
První F/A-18E Super Hornet byl formálně zařazen do výzbroje US Navy u jednotky VFA-122 „Flying Eagles“ 15. ledna 1999 na námořní letecké základně Lemoore. Zaměření této letky na výcvik se odráží i v jejím mottu „Cvičíme experty“. K prvnímu operačnímu nasazení Super Hornetů došlo 24. července 2002, kdy na letadlovou loď USS Abraham Lincoln (CVN-72) přistálo 12 strojů F/A-18E perutě VFA-115 „Eagles“ z NAS Lemoore. Druhou jednotkou, která byla se Super Hornety nasazena na operační plavbu, se stala VFA-41 „Black Aces“ na letadlové lodi USS Nimitz (CVN-68).

## Konstrukce

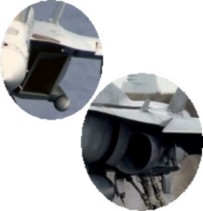
Rozdíl vstupního ústrojí Hornetu (dole) a Super Hornetu (nahoře)

Letadlo není přímo stealth, ale je stavěno jako obtížně zjistitelné, takže byly při konstrukci zakrytovány a 'zahranatěny' všechny tvary a bylo použito pravidlo 'platform alignment', tzn. že jsou hrany sklopeny pod stejnými úhly, aby se radarový paprsek odrážel do jednoho úzkého paprsku.
Díky tomu se podařilo zmenšit průřez radarové odrazivosti (Radar Cross Section - RCS) na 1,021 m² oproti 400 m² u F-15 či 15 m² u Su-27 (podle knihy „Brassey's Modern Fighters“).
Díky "stealth" řešení také zmizel konvenční brzdící štít - jeho funkci převzala koordinovaná výchylka všech ploch, která podle vyjádření pilotů a pasažérů Super Hornetů funguje stejně dobře nebo lépe než klasický brzdný štít z verzí C/D.
Spolu s F-35 byl Super Hornet jediným letadlem stavěným po ukončení studené války a s ohledem na nové potřeby byl stavěn podle hesla „Lethality, Survivability, Affordability“, tedy s ohledem na výkony, schopnost přežití i cenu. Na výrobě Hornetů se podílí i česká společnost Aero Vodochody, jenž dodává firmě Boeing kanónové dveře připravené k montáži na letoun.
Díky tomu byly jako maximální provozní násobky přetížení zvoleny hranice +7-1,7G (ovšem pomocí tlačítka na řídící páce je možno převzít plnou manuální kontrolu a tím potlačit systém řízení fly-by-wire a dosáhnout pravděpodobně až +12G,-4,9G. Drak by měl vydržet +10G bez trvalého poškození.
K úspoře nákladů a zajištění lepší přežitelnosti také Super Hornet používá dva na sobě zcela nezávislé hydraulické okruhy, které navíc fungují pod tlaky 210 atmosfér v normálním provozu, 345 atm. při velkých AOA a/nebo vysokých rychlostech.
Systém má schopnost automatické izolace poškozené části hydraulického okruhu.

### Motor
Pohon Super Hornetu zajišťují dva dvouproudové motory General Electric F414-GE-400 s přídavným spalováním. Každý z motorů dokáže při forsáži vyvinout tah 97,9 kN a umožňují letadlu letět maximální rychlostí Mach 1,8. Bojový dolet F/A-18E/F je 722 km, avšak letadla mohou nést 3 odhoditelné přídavné palivové nádrže, čímž se dolet prodlouží až na 3 330 km. Stoupavost Super Hornetu je 228 m/s a maximální dostup 15 000 m. Pro spouštění motorů a výrobu energie v provizorních podmínkách je určen APU (Auxiliary Power Unit) Honeywell GTC36-200.

### Avionika
Jádrem avioniky jsou palubní počítače Control Data Corporation AN/AYK-14, přičemž do budoucna se počítá s jejich nahrazením jedním počítačem DMV-179 doplněným o modul pro připojení optické sběrnice.
Elektrický systém Super Hornetu má oproti verzi C/D výkon zvýšen asi o 60%, přičemž el. energii dodávají Super Hornetu 4 zdroje: 2 x 150A zdroj, 1 x 50A baterie a 1 x 15A baterie. Je to zjednodušení oproti verzi C/D, která měla 7 zdrojů.
Baterie byly testovány na teplotu od -26 do +68 °C.
Komunikaci zajišťuje digitální komunikační systém DCS založený na stanicích Rockwell-Collins ARC-120 a to v pásmech o frekvencích 30 - 400 MHz.
Super Hornet také disponuje víceúčelovým distribučním systémem/datalinkem LINK-16, který umožňuje sdílení informací o nepříteli a jeho pozicích. Systém také umožňuje vést palbu na letadla protivníka zaměřená jiným spřáteleným strojem.
Navigace je zajištěna navigačním modem radaru s mapováním terénu, inerciálním navigačním systémem s laserovým gyroskopem a integrovaným GPS od firmy Liton a nechybí ani podpora klasických radiokomunikačních prostředků.
Autopilot Super Hornetů má mj. mody CALT, RALT, (W)CPL a automatického přistání na letadlové lodi, kterýžto mód posadí letoun přesně na lano č. 3.
Poslední jmenovaný mód se ale v praxi moc nepoužívá.

### Radar

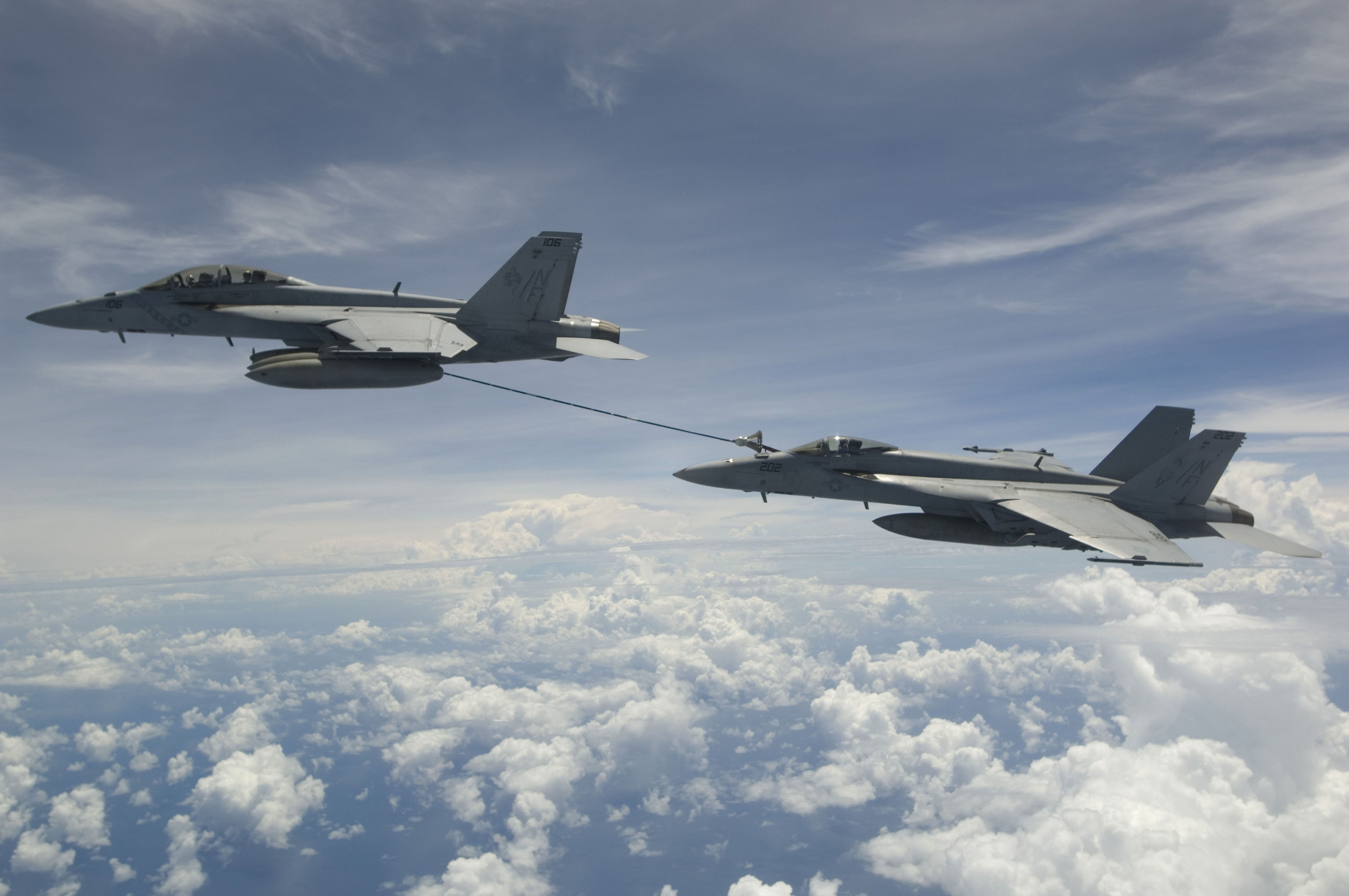
F/A-18F doplňuje palivo F/A-18E nad Bengálským zálivem, 2007

Super Hornety první série byly vybaveny radarem Raytheon APG-73 používaným už ve starších Hornetech C/D, s dosahem max. 80 km a zorným polem 140° proti vzdušným cílům, 40 km/90° proti pozemním a 20 km/90° proti námořním. Radar byl schopen mapování terénu. Radar je spřažen s odpovídačem/dotazovačem umístěným v hranatém krytu před překrytem kabiny.
Super Hornety od série block 2 dostaly radar APG-79 AESA, který podle vyjádření výrobce výrazně rozšíří schopnosti Super Hornetu a předpokládá se zvýšení dosahu na asi dvojnásobek oproti vzdušným cílům. Radar typu AESA umožní posádce pracovat v „decoupled cockpit“ neboli odděleném kokpitu, tzn. pilot a operátor radaru budou moci pracovat v zcela odlišných módech, mnohokrát za sekundu. Radar AESA také zjednoduší vedení manévrového boje, protože bude neustále snímat prostor před stíhačkou v širokém úhlu.
Super Hornet je také jediným letadlem 4. generace, které nemá anténu radaru APG-79 přesně kolmou k zemi - její spodní hrana je více vystouplá, což snižuje RCS letounu. I díky tomu se pravděpodobně jedná o letoun s nejnižší RCS v rámci 4 generace.

### Výzbroj

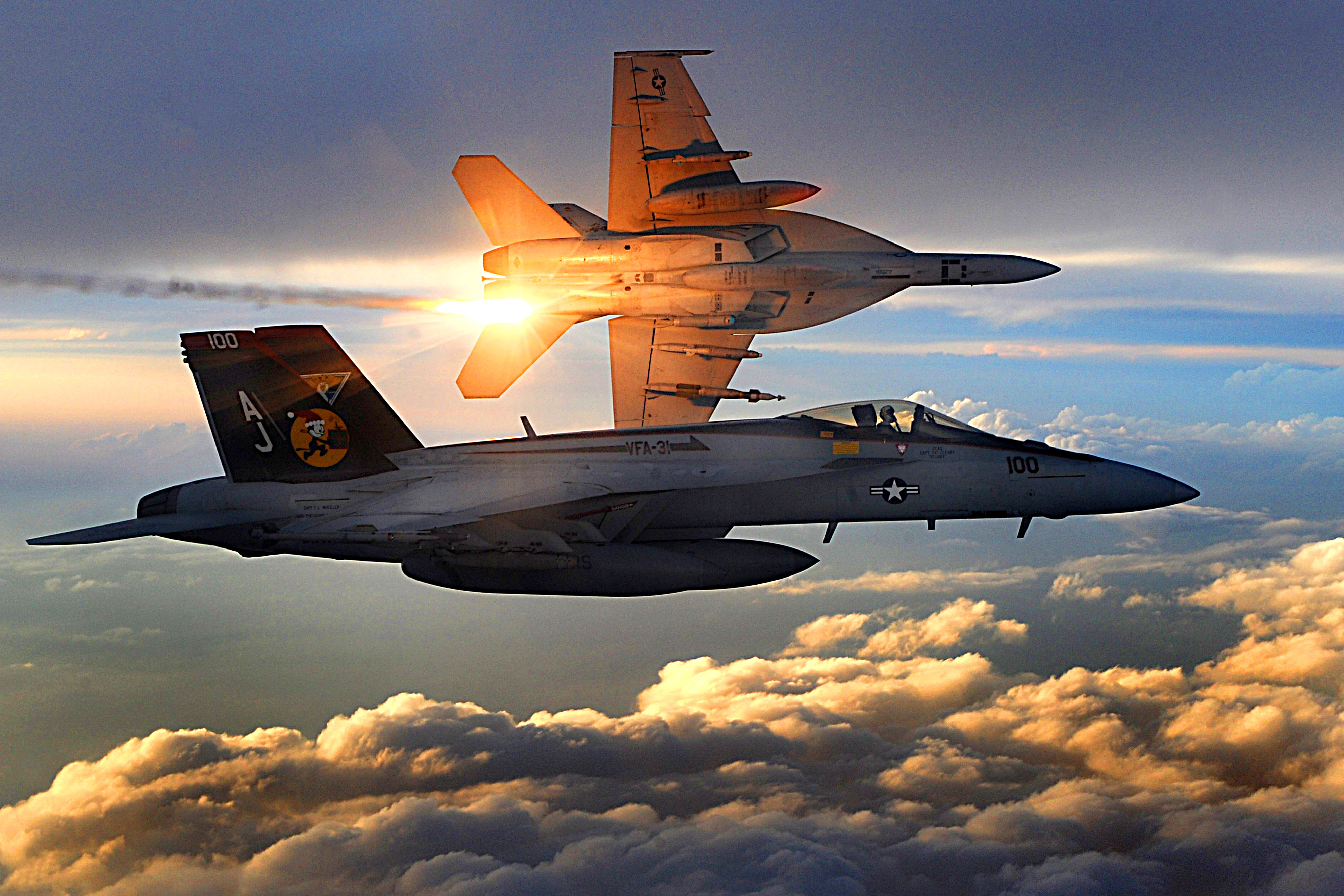
Dva stroje F/A-18E Super Hornet při bojové misi nad Afghánistánem v roce 2008. Letoun vzadu při vypuštění infračervených protiopatření

F/A-18E/F může ničit cíle na krátké vzdálenosti pomocí šestihlavňového kanónu M61A2 Vulcan ráže 20 mm. Super Hornet může nést 4 protiletadlové rakety krátkého dosahu Sidewinder ve verzi AIM-9M a AIM-9X. Pro vzdušný souboj mimo vizuální kontakt je vybaven střelami AMRAAM. Ty jsou zastoupeny kromě starších verzí i tou nejmodernější AIM-120D, která má dolet více než 180 km.
K ničení nepřátelských radarů a potlačení protivzdušné obrany slouží střely AGM-88 HARM s dosahem 150 km. Proti opancéřovaným pohybujícím se cílům jsou stíhačky vybaveny raketami AGM-65 Maverick, které se vyznačují 90% přesností zásahu a způsobují minimální vedlejší škody. Válečné lodě mohou Super Hornety ničit střelami AGM-84 Harpoon s aktivním radarovým naváděním. Nejnebezpečnější raketou z arzenálu F/A-18E/F je střela s plochou dráhou letu AGM-158A. Díky svému doletu, který přesahuje 370 km, dokáže ničit těžce opevněné pozemní cíle ze vzdálenosti mimo působnosti protivníkovy PVO.
Kromě raket může Super Hornet ničit pozemní cíle i klasickými volně padajícími pumami série Mk 80, kazetovými pumami nebo modernějšími řízenými pumami. Ty jsou zastoupeny buď laserem naváděných bombami z rodiny Paveway nebo pumami s GPS naváděním z rodiny JDAM. Specifickým druhem z této munice je klouzavá puma JSOW, kterou je možné shazovat z větší vzdálenosti. Od července 2016 jsou americké F/A-18E/F vyzbrojeny verzí JSOW-C1, vybavenou datovou linkou. Toto zařízení umožňuje vytvořit datové spojení mezi stíhačkou a pumou, díky čemuž může pilot zasílat pumě aktualizované údaje o poloze cíle (primárně protilodní zbraň).

## Operační nasazení

### Operace Irácká svoboda
Spolu s Hornety a Tomcaty se během operace Irácká svoboda do útoků na pozemní cíle v Iráku zapojily i americké stroje F/A- 18E a během této kampaně shodily téměř 160 tun munice. Typická bojová konfigurace Super Hornetu sestávala z 3 600 kg pum nebo střel vzduch-země a 3 protiletadlových raket pro vlastní ochranu (AIM-9 a AIM-120).

### Válka v Afghánistánu

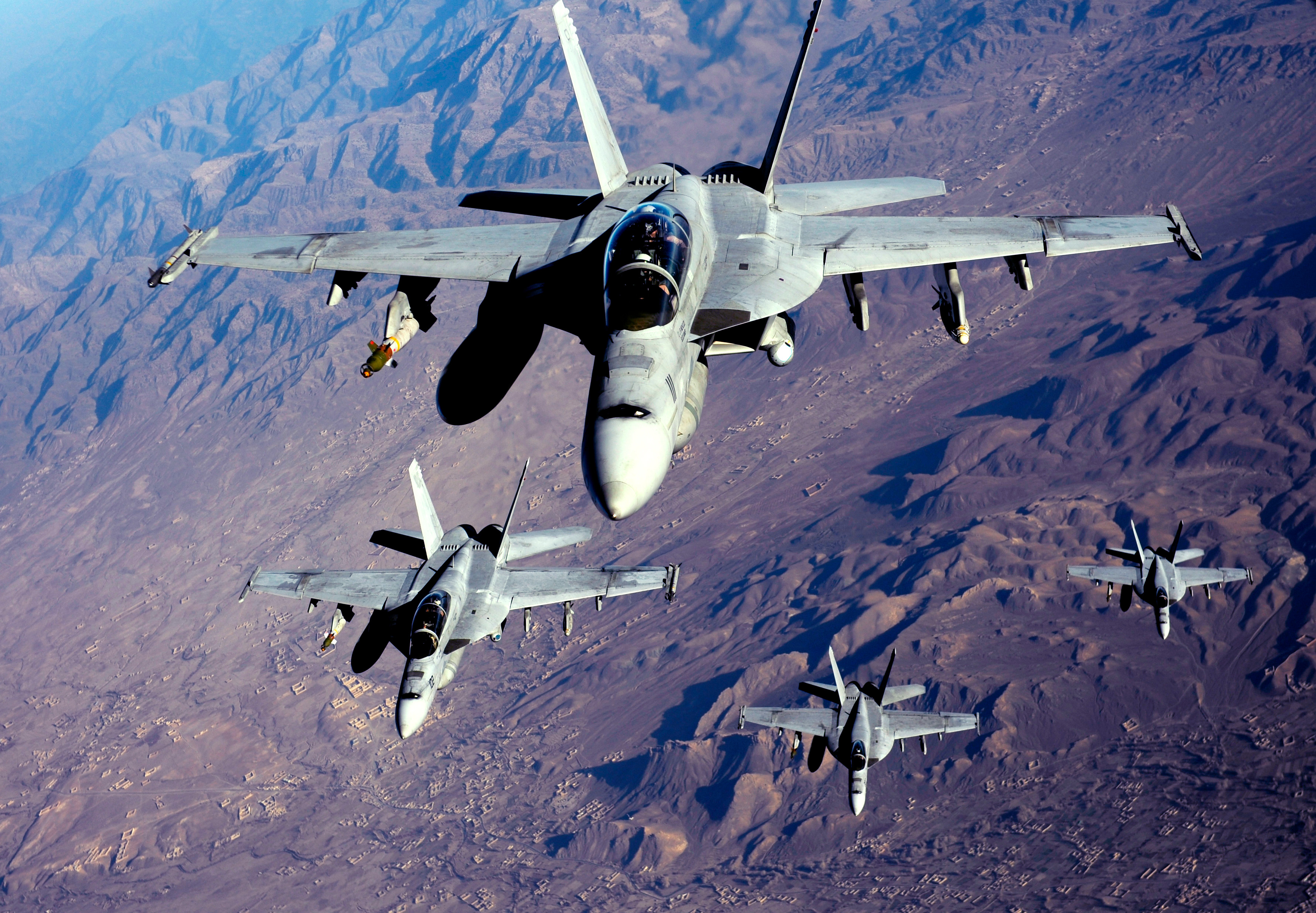
Stroje F/A-18F nad Afghánistánem

Za války v Afghánistánu 8. září 2006 zaútočily americké Super Hornety v blízkosti Kandaháru na opevnění Talibánu. Stroje F/A-18F použily pumy GBU-38 s GPS naváděním a laserem naváděné pumy GBU-12.

### Intervence v Iráku proti Islámskému státu
V rámci intervence proti hnutí Daeš 8. srpna 2014 vzlétly americké Super Hornety z letadlové lodi USS George H. W. Bush a spustily nálety proti teroristům z ISIL. Stroje F/A-18E/F shodily v blízkosti města Irbíl na dělostřeleckou baterii laserem naváděné pumy. V říjnu téhož roku se k americké kampani připojily i australské stíhačky F/A-18F. V průběhu měsíce uskutečnily Super Hornety RAAF 89 letů, během nichž shodily 27 laserem nebo satelitem (GPS) naváděných pum. Podařilo se jim tak zničit 11 pozemních cílů a 3 poškodit.

### Americká intervence v Sýrii
18. června 2017 sestřelil F-18E Super Hornet peruti VFA-87 Námořnictva Spojených států amerických, operující z paluby letadlové lodi USS George H. W. Bush, v blízkosti syrského města Rakka stíhací bombardér Su-22M4 Syrských arabských vzdušných sil, který přes opakovaná varování nepřestal ohrožovat pozemní síly koalice bojující v Sýrii proti islamistickému hnutí Daeš. K incidentu došlo poté, co Su-22 shodilo pumy na syrské povstalce podporované Spojenými státy. Pilot Super Hornetu vystřelil nejdříve ze vzdálenosti necelého kilometru tepelně naváděnou raketu AIM-9X Sidewinder. Su-22 však vypustil klamné cíle a střela minula svůj cíl. Následně vystřelil americký pilot radarem naváděnou raketu AIM-120 AMRAAM, která syrskou stíhačku zasáhla. Super Hornet si tak připsal historicky první sestřel vzdušného cíle.

### Krize v Rudém moři
Raketonosný křižník USS Gettysburg (CG-64) 22. prosince 2024 kolem 3.00 místního času omylem sestřelil jeden F/A-18F nad Rudým mořem. Letoun patřil VFA-11 „Red Rippers“ z letadlové lodě USS Harry S. Truman. Oba piloti byli zachráněni. Dne 28. dubna 2025 byl ztracen F/A-18E Super Hornet perutě VFA-136 „Nighthawks“, který spadl do moře z paluby USS Harry S. Truman při ostrém úhybném obratu. 6. května byl po selhání záchytu při přistávacím manévru ztracen další stroj F/A-18F peruti VFA-11, oba členové osádky byli po katapultáži zachráněni.

## Nehody
6. dubna 2011 havarovalo letadlo F/A-18F při nácviku náročného manévru na letecké vystoupení. Oba členové posádky zahynuli.

## Varianty
- F/A-18E – jednomístná verze.
- F/A-18F – dvoumístná verze.
- EF/A-18G Growler – verze pro elektronický boj, která nahradila Northrop Grumman EA-6B Prowler.

## Uživatelé
Austrálie
Royal Australian Air Force: k prosinci 2015 disponovalo 24 stroji F/A-18F.
 Kuvajt
Kuvajtské letectvo: 22 F/A-18E a 6 F/A-18F.
 Spojené státy
United States Navy: k prosinci 2015 mělo 481 letadel F/A-18E/F.

### Potenciální uživatelé
Indie
Indické námořní letectvo: v roce 2020 nabídla firma Boeing F/A-18E/F jako jednoho z uchazečů ve výběrovém řízení na nový palubní letoun, který má nahradit MiG-29K.

## Specifikace (F/A-18E/F)

### Technické údaje
- Posádka: 1
- Délka:
  - FA-18E: 18,38 m
- Rozpětí: 13,62 m
- Výška: 4,88 m
- Plocha křídel:
  - FA-18E: 42,7 m²
- Hmotnosti:
  - Prázdná: 14 552 kg (E), 14 857 kg (F)
  - Maximální vzletová: 29 937 kg
  - Maximální přistávací (CVN): 19 958 kg
  - Palivo: 8063 l uvnitř, až 5 PPN o 1817 l každá
- Jednotková cena: 57 mil. USD

### Výkony
- Maximální rychlost: 1,8 M
- Dolet:
  - Typický: 2 225 km
  - Stíhací konfigurace (CAP/AA): 1472 km (4×AIM-120, 2×AIM-9, 3× 480 gal. PPN)
- Přelet: 3 035 km
- Dostup: 15 240 m
- Počáteční stoupavost: 254 m·s−1
- Pohonná jednotka:
  - Motor: 2x General Electric F414-GE-400
- Tah: 57,8 kN; 97,9 kN s přídavným spalováním
- Tah-hmotnost: 0,324 při max. možném zatížení, 1,14 v AA konfiguraci

### Výzbroj
- 1 × šestihlavňový rotační kanón M61 Vulcan ráže 20 mm

11 závěsníků s možnostmi kombinovat:
- Rakety:
  - AIM-7 Sparrow
  - AIM-9 Sidewinder
  - AIM-120 AMRAAM
  - AGM-154 JSOW
  - AGM-65 Maverick
  - AGM-88 HARM
  - AGM-84
  - AGM-84 Harpoon/Grand Slam
  - AGM-158 JASSM/AGM-158C LRASM
  - FFAR Hydra-70

- Pumy:
  - JDAM:
    - GBU-31
    - GBU-32
    - GBU-38

  - LGM:
    - GBU-10
    - GBU-12
    - GBU-24

  - Dumb bombs:
    - Mk 82/83/84

## Operační nasazení

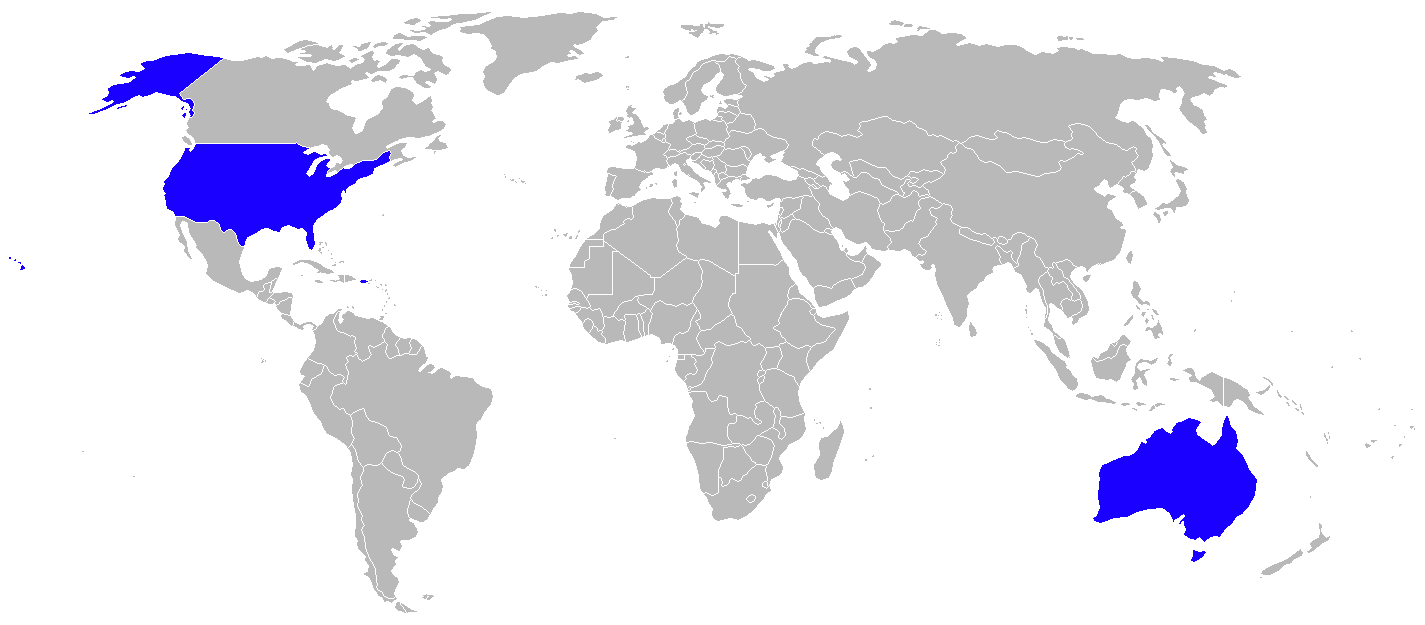
Uživatelé

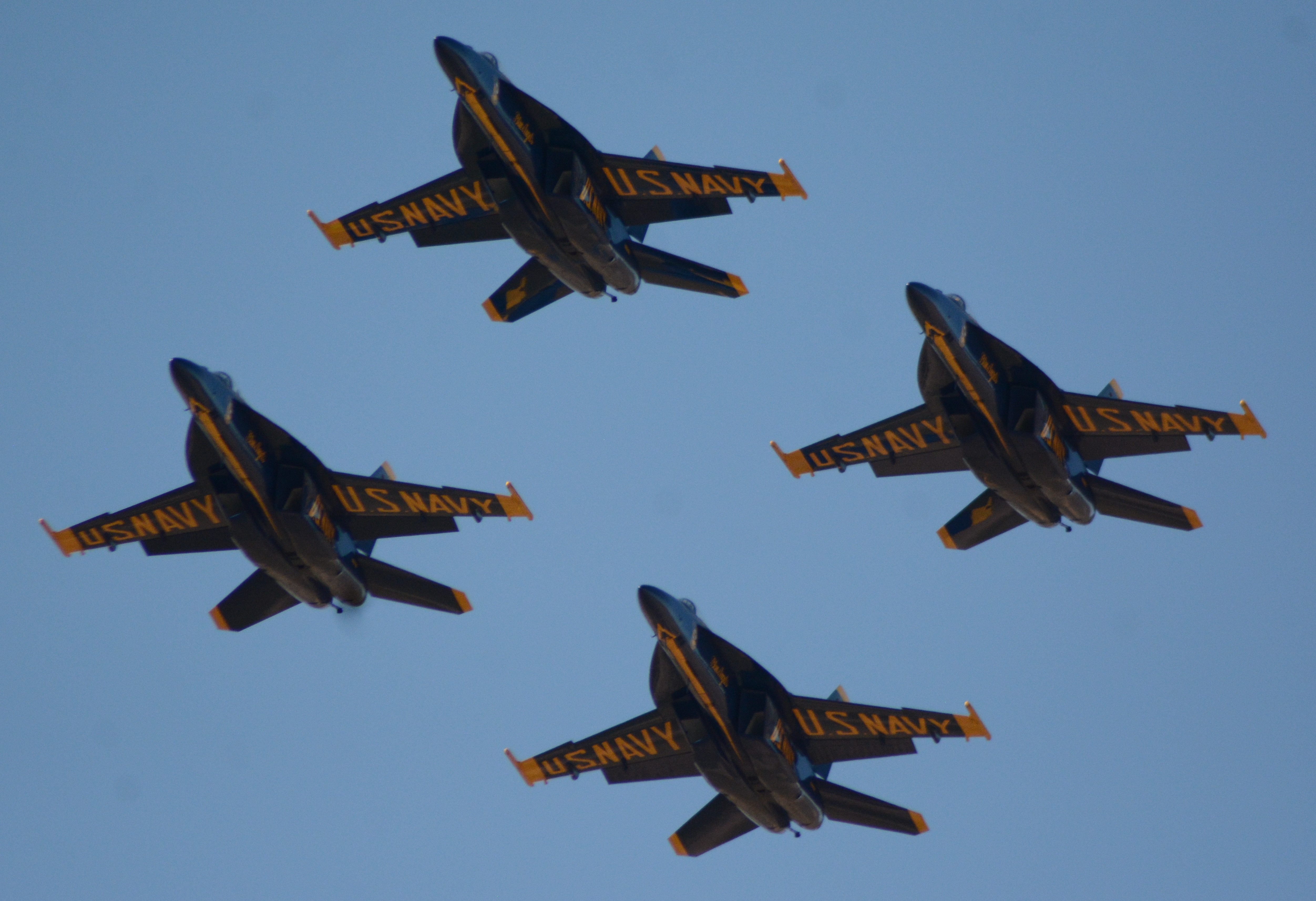
Super Hornety předváděcí a akrobatické skupiny Blue Angels

Super Hornety jsou v současnosti nasazeny u těchto jednotek:
- VFA-2 Bounty Hunters (F/A-18F)
- VFA-11 Red Rippers (F/A-18F)
- VFA-14 Tophatters (F/A-18E)
- VFA-15 Valions (F/A-18E od roku 2008)
- VFA-22 Fighting Redcocks
- VFA-27 Royal Maces (F/A-18E)
- VFA-32 Swordsmen (F/A-18F)
- VFA-41 Black Aces (F/A-18F)
- VFA-81 Sunliners (F/A-18E od roku 2008)
- VFA-94 Mighty Shrikes
- VFA-102 Diamondbacks (F/A-18F)
- VFA-103 Jolly Rogers (F/A-18F)
- VFA-105 Gunslingers (F/A-18E)
- VFA-106 Gladiators (Doplňovací squadrona - provozuje verze F/A-18C/D/E/F)
- VFA-115 Eagles (F/A-18E)
- VFA-122 Flying Eagles (Doplňovací squadrona - provozuje verze F/A-18E/F)
- VFA-136 Nighthawks
- VFA-137 Kestrels (F/A-18E)
- VFA-143 Pukin' Dogs (F/A-18E)
- VFA-146 Blue Diamonds (F/A-18E od roku 2008)
- VFA-154 Black Knights (F/A-18F)
- VFA-211 Fighting Checkmates (F/A-18F)
- VFA-213 Black Lions
- VX-9 Vampires (Squadrona pro pokusy a vývoj, provozuje verze F/A-18C/D/E/F, EA-6B, AV-8B, & AH-1, dislokovaná v NAS China Lake)

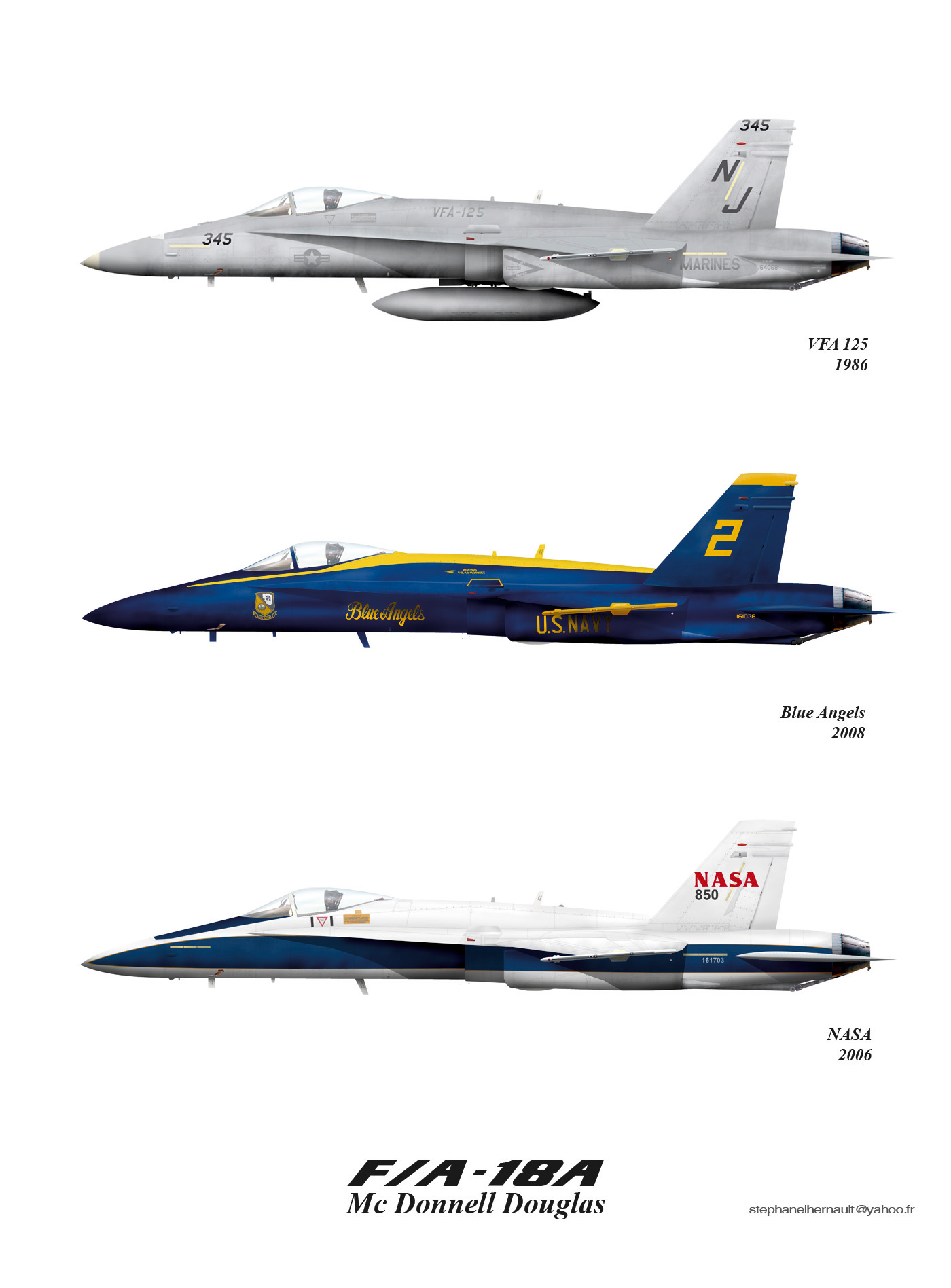
F/A-18A
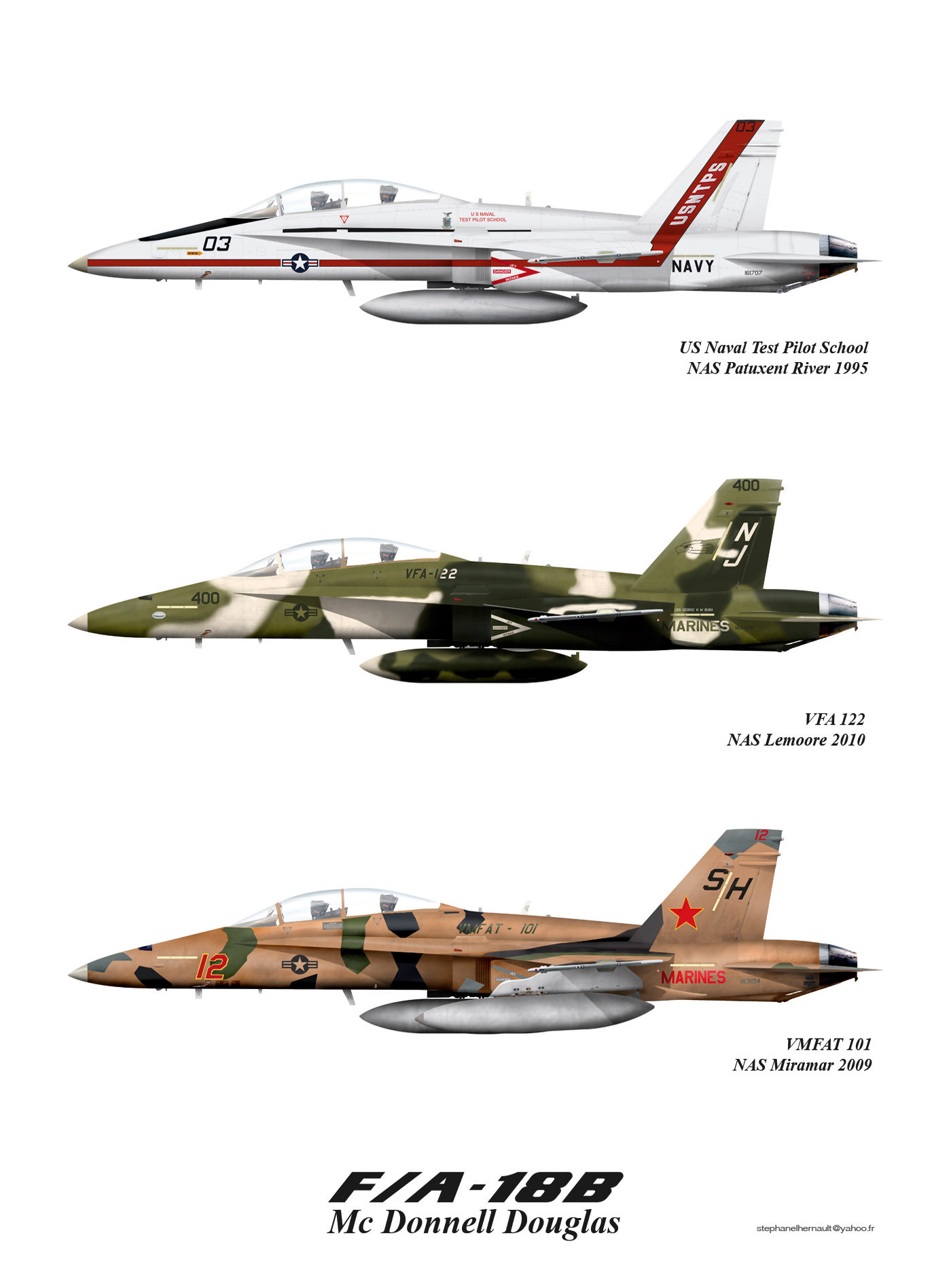
F/A-18B
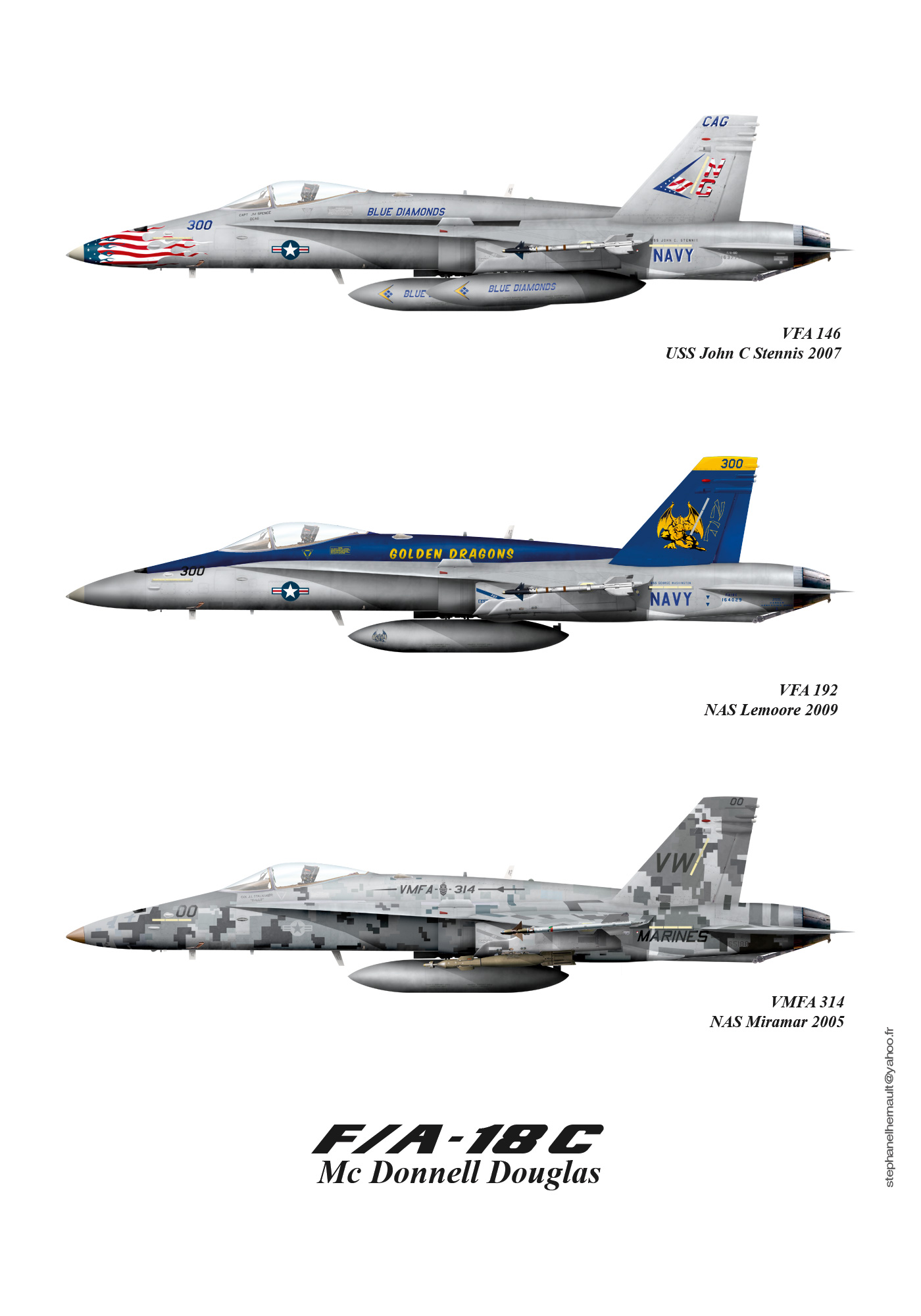
F/A-18C
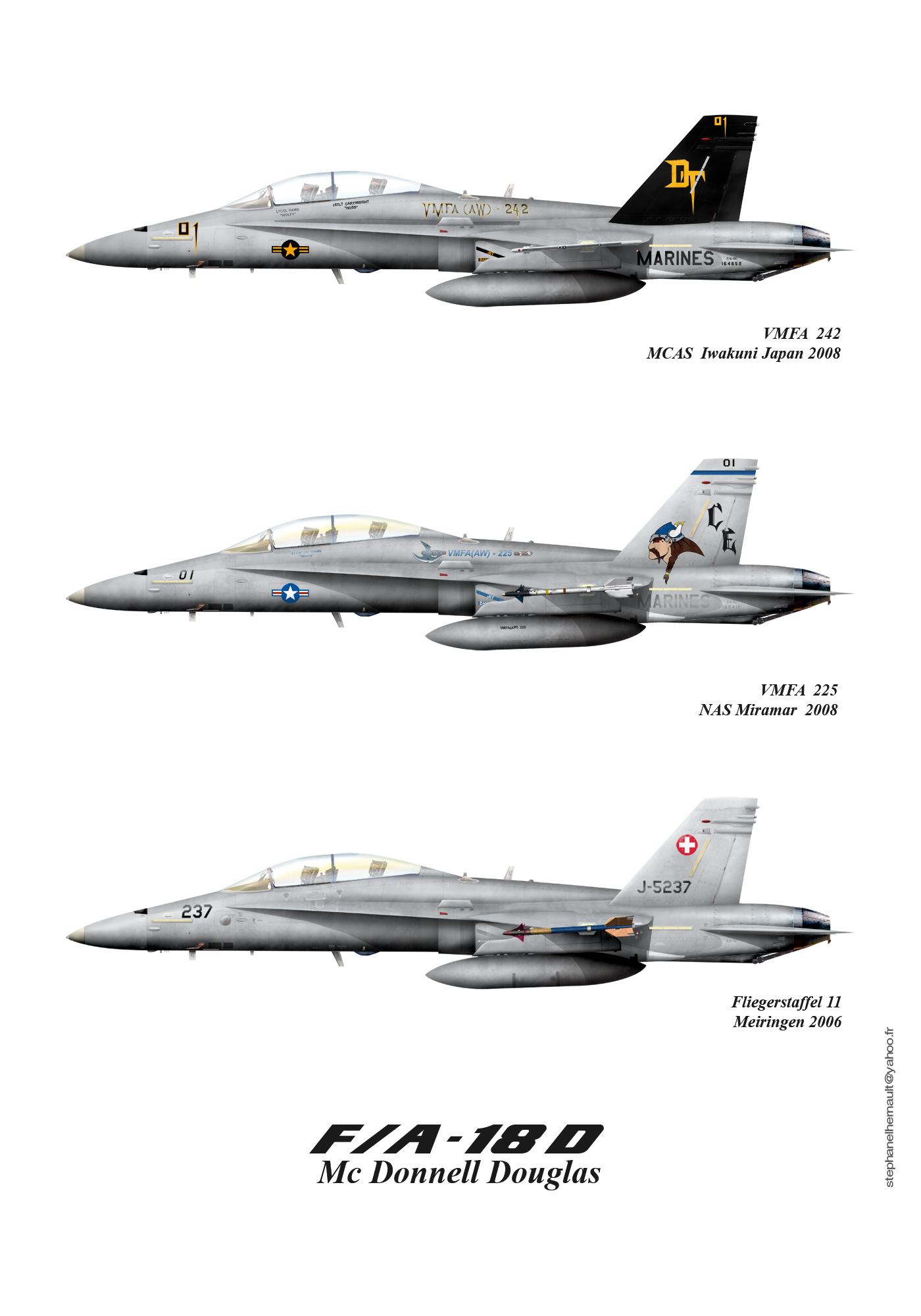
F/A-18D
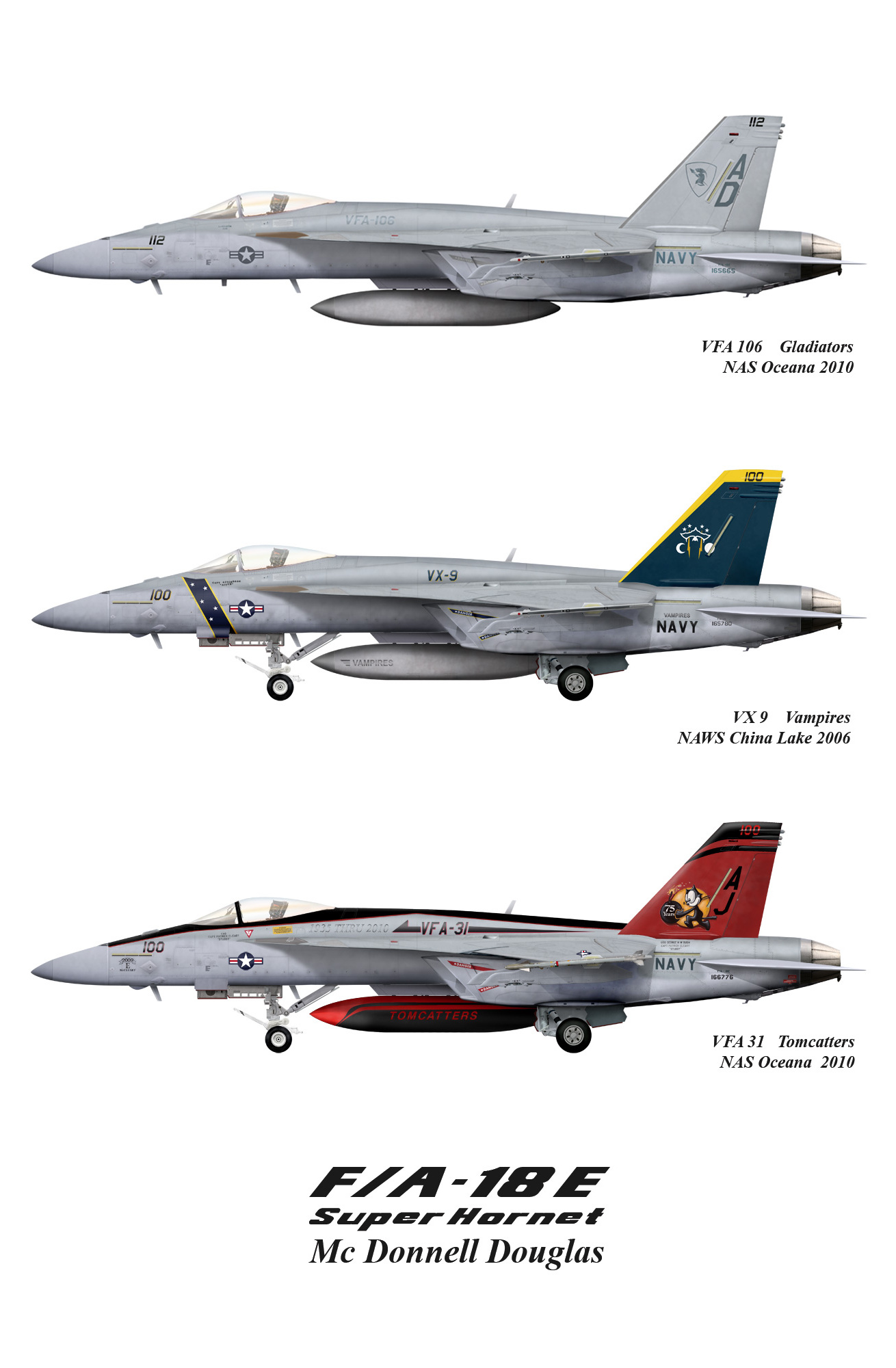
F/A-18E
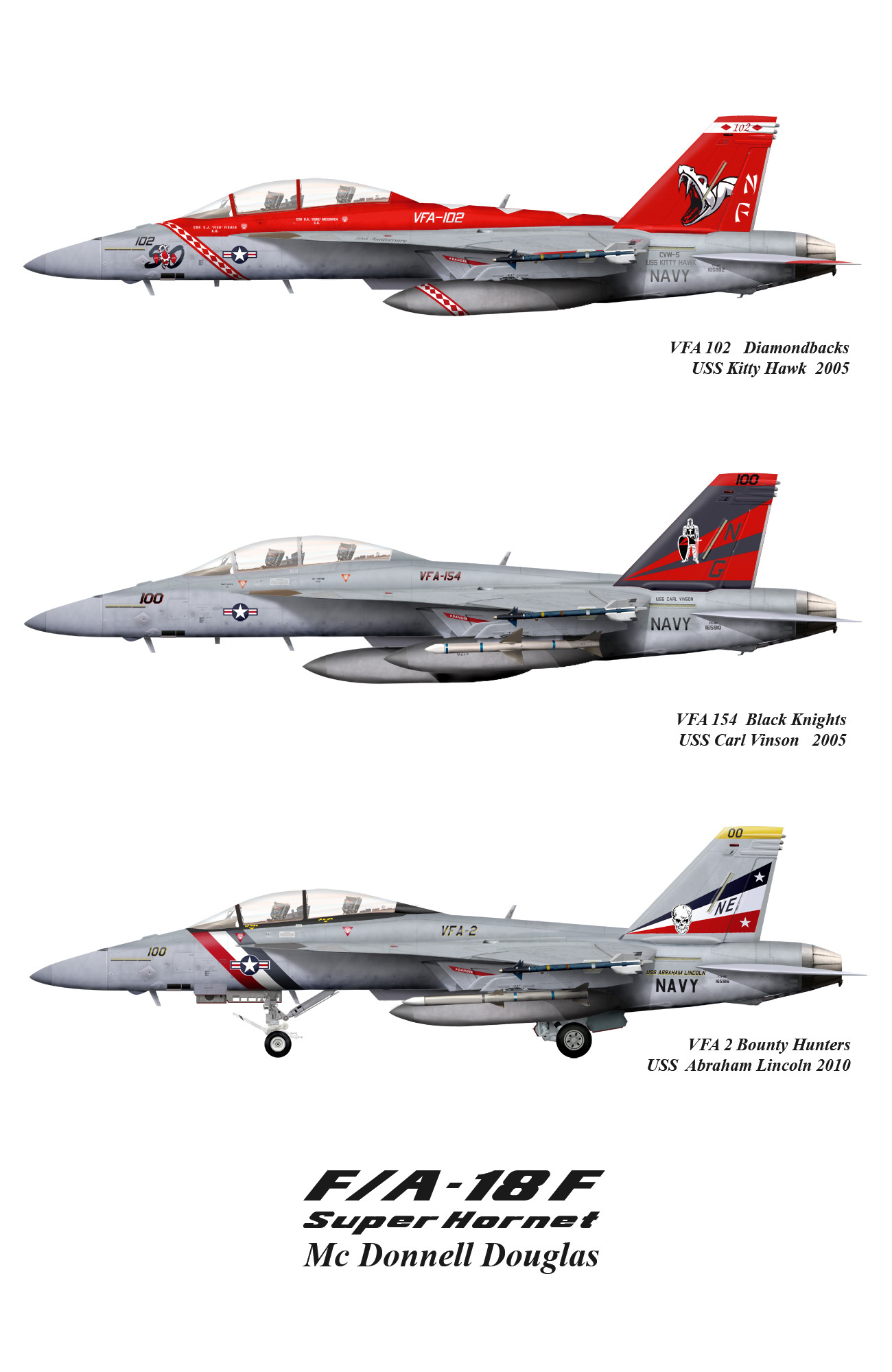
F/A-18F